# Salto con gli sci al XIII Festival olimpico invernale della gioventù europea
Il salto con gli sci al XIII Festival olimpico invernale della gioventù europea si è svolto dal 13 al 17 febbraio 2017 a Erzurum in Turchia. 

## Podi

### Ragazzi
| Evento                        | Oro       | Tempo | Argento          | Tempo | Bronzo           | Tempo |
| Trampolino normale (dettagli) | Timi Zajc | 261.3 | Jonathan Learoyd | 246.4 | Mathis Contamine | 240.7 |
| Gara a squadre (dettagli)     | Slovenia  | 936.2 | Francia          | 891.6 | Russia           | 791.8 |

### Ragazze
| Evento                        | Oro         | Tempo | Argento      | Tempo | Bronzo      | Tempo |
| Trampolino normale (dettagli) | Romane Dieu | 223.7 | Nika Križnar | 211.8 | Katra Komar | 204.1 |

### Misto
| Evento                    | Oro      | Tempo | Argento | Tempo | Bronzo | Tempo |
| Gara a squadre (dettagli) | Slovenia | 836.6 | Francia | 713.2 | Russia | 653.9 |

## Medagliere
| Pos. | Paese    | Oro | Argento | Bronzo | Totale |
| ---- | -------- | --- | ------- | ------ | ------ |
| 1    | Slovenia | 3   | 1       | 1      | 5      |
| 2    | Francia  | 1   | 3       | 1      | 5      |
| 3    | Russia   | 0   | 0       | 2      | 2      |